# 41 Pułk Piechoty Cesarstwa Austriackiego
41 Pułk Piechoty Cesarstwa Austriackiego – jeden z austriackich pułków piechoty okresu Cesarstwa Austriackiego.
Okręg poboru: Przedarulania (niem. Vorarlberg), od 1808 Galicja.
Podczas wojny polsko-austriackiej w 1809 wchodził w skład Brygady Piechoty Karla Civalarta w Dywizji Piechoty Ludwiga Ferdinanda von Mondeta. Posiadał 3 bataliony a jego dowódcą był Friedrich Franz Georg Kottulinsky.

## Mundur
- Typ: niemiecki
- Bryczesy: białe
- Wyłogi: siarkowy
- Guziki: białe

## Pułkownicy komenderujący
- 1799 Wenzel Zebro von Wachenburg
- 1801 F. Schulz von Rothenacker
- 1808 M. Becker von Wallensee
- 1809 F. von Geyger
- 1813 C. baron von Diemar
- 1814 J.H. Mesemacre

## Garnizony
- 1803 Bregencja
- 1806 Węgry
- 1807 Nikolburg/ Mikulov (Czechy)
- 1808 Tarnów
- 1810 Sanok
- 1812 Stanislau/ Stanisławów
- 1815 Alzacja